# Пітер Кріфт
Пітер Джон Кріфт (англ. Peter Kreeft, нар.16 березня 1937, США) — католицький апологет, професор філософії в Бостонському коледжі та коледжі Кінгс. Автор понад 45 популярних книг англійською мовою, включаючи Основи віри, Все що Ви хотіли би знати про небеса та Повернення до чесноти. Його ідеї базуються на релігійній та філософській традиції, особливий вплив на автора мали Фома Аквінський, Сократ, Гілберт Честертон та Клайв Льюїс. Кріфт є автором книг про сократську логіку, море, Ісуса Христа, Сумму Теології, ангелів, Блеза Паскаля та небеса, а також роботи про проблему зла, через яку у нього було взято інтерв'ю Лі Стробелем у його бестселері «Справа за віру». Кріфт, колишній кальвініст та протестант, у студентському віці після періоду розмірковувань, переконавшись, перейшов у римо-католицизм.

## Академічна кар'єра
Кріфт отримав звання бакалавра у коледжі Кальвіна (1959) та титул магістра мистецтв від Фордхемського університету (1961). У тому ж університеті він закінчив свої докторські студії у 1965 році. Протягом короткого часу він також пройшов пост-докторські студії в університеті Єйла.
Кріфт отримав декілька нагород за досягнення у філософських розмірковуваннях. Вони включають: нагороду Вудроу Вілсона, нагороду Єйл-Стерлінга, нагороду Ньюман Алумнай, нагороду Данфорта з азійських релігій, та нагороду фонду Візерсфілд Гоумленд.
У 1965 році він був прийнятий в штат філософського факультету відділу філософії Бостонського коледжу. Його інтелектуальна репутація базується на його вміннях дискутувати та підсумовувати філософські аргументи головних західних філософів. Кріфт провів виграшні диспути з декількома вченими в питаннях стосовно існування Бога.

### Відео-лекції проф. Кріфта
- (англ.) Відео лекція П. Кріфта «Демократія та аристократія»
- (англ.) Радіо-інтерв'ю з професором Кріфтом стосовно однієї з його книг
- (англ.) Пітер Кріфт: Існування Бога (серія відео лекцій)